# Bloedserieus (actie)
Bloedserieus is een bloedinzamelactie in enkele Vlaamse studentensteden. Ze wordt, in samenwerking met het Rode Kruis. georganiseerd door "Bloedserieus"-vrijwilligers of eventueel door enkele studentenverenigingen. De actie wordt in de meeste steden twee keer per academiejaar georganiseerd.
Ooit opgestart door LBK in 1990, heeft Bloedserieus Leuven geholpen met overal te lande nieuwe takken op te richten, onder andere in Gent (sinds 1992), Antwerpen (sinds 1998), maar ook in Diepenbeek, Brussel, Kortrijk, Hasselt, Brugge.
Tijdens de actie worden studenten gesensibiliseerd om bloed te geven. De inzamelingen gaan niet door in een donorcentrum, maar op locaties gekend door studenten die eenmalig ingericht worden hiervoor. De bloedgevers krijgen een extra verrassingspakket en er worden ook enkele nevenactiviteiten georganiseerd, zoals bijvoorbeeld een TD, een boombal of een quiz.

## Bloedserieus-steden
In Antwerpen wordt Bloedserieus georganiseerd door studentenclub Prisma.
In Brugge wordt Bloedserieus georganiseerd.
In Brussel wordt Bloedserieus georganiseerd in samenwerking met studentenvereniging Letteren- en wijsbegeertekring.
In Diepenbeek wordt Bloedserieus georganiseerd in samenwerking met studentenvereniging Miezerik.
In Duffel wordt Bloedserieus georganiseerd.
In Geel wordt Bloedserieus georganiseerd.
In Gent wordt Bloedserieus georganiseerd door Bloedserieus Gent, in samenwerking met enkele studentenkringen.
In Kortrijk wordt Bloedserieus georganiseerd.
In Leuven wordt Bloedserieus georganiseerd door Bloedserieus Leuven.
In Merelbeke wordt Bloedserieus georganiseerd.
In Turnhout wordt Bloedserieus georganiseerd.
In Sint-Niklaas wordt Bloedserieus georganiseerd.
In Hasselt wordt Bloedserieus georganiseerd in samenwerking met studentenraad PIVH.